# Mustapha
Mustapha е песен, написана от Фреди Меркюри и записана от британската рок група Queen. Това е първата песен от албума Jazz.

## Сингъл
Mustapha е издадена като сингъл в Германия, Испания, Югославия и Боливия през 1979 г. B-страната на сингъла е Dead On Time за немското и испанското издание, а за югославското и боливийското – In Only Seven Days. Четирите версии са с различни корици.

## Текст
Текстът на песента е предимно на английски и арабски, повтаряйки думата Аллах. В песента има изречение, имитиращо фарси, отразяващо произхода на Меркюри. В текста се повтаря имената Мустафа и Ибрахим. Повтаря се и фразата Allah will pray for you („Аллах ще се моли за вас“). Части от текста като Achtar es na sholei, което означава „Негова звезда, не негов пламък“, изразяват ясна връзка с персийския език.

## Изпълнения на живо
При изпълнения на живо Меркюри често пее началните вокали на Mustapha вместо въведението към Bohemian Rhapsody, преминавайки от Allah we'll pray for you до Mama, just killed a man.... От фестивала в Саарбрюкен през 1979 г. до южноамериканското Game Tour групата изпълнява почти пълна версия на песента, като Меркюри е на пианото. При изпълненията е пропускан вторият куплет – преминава се от първия към третия. Меркюри изпява интрото на Mustapha като транзит към Hammer to Fall, както се вижда в We Are the Champions: Final Live in Japan.

## Състав
- Фреди Меркюри – главни и беквокали, пиано
- Брайън Мей – електрическа китара
- Роджър Тейлър – барабани, ястребови камбани
- Джон Дийкън – бас китара